# Albertha Spencer-Churchill, duchessa di Marlborough
Albertha Frances Anne Spencer-Churchill, duchessa di Marlborough (29 luglio 1847 – 7 gennaio 1932), è stata una nobile britannica.

## Biografia

### Giovinezza
Albertha nacque come sesta figlia di James Hamilton, I duca di Abercorn, politico e diplomatico in vista alla Corte vittoriana, e di lady Louisa Jane Russell, figlia di John Russell, VI duca di Bedford, nonché sorella di John Russell, I conte Russell, Primo ministro del Regno Unito dal 1846 al 1852 e nuovamente dal 1865 al 1866. Albertha era quindi cugina del filosofo Bertrand Russell. Il nome le venne dato in onore del Principe consorte Alberto di Sassonia-Coburgo-Gotha, che fu suo padrino di battesimo.
All'età di diciannove anni, lady Albertha fu damigella d'onore della principessa Elena di Sassonia-Coburgo-Gotha in occasione del matrimonio di questa con il principe Cristiano di Schleswig-Holstein, celebrato al Castello di Windsor il 5 luglio 1866.

### Matrimonio

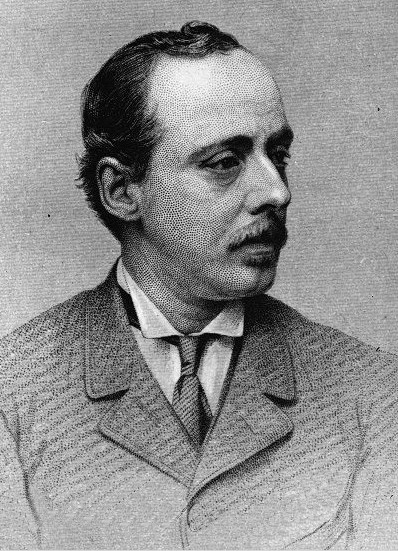
George Spencer-Churchill, VIII duca di Marlborough in una fotografia d'epoca

Sposò George, marchese di Blandford, primogenito di John Spencer-Churchill, VII duca di Marlborough, l'8 novembre 1869 al palazzo di Westminster. Il matrimonio avvenne contro il volere dell'imperiosa Duchessa madre, Frances Anne Vane-Tempest-Stewart, la quale disprezzava Albertha, giudicandola "stupid, pia e ottusa". In ogni caso, l'unione serviva a suggellare l'alleanza tra due famiglie della migliore nobiltà britannica.

### Ultimi anni e morte
Il matrimonio fu infelice e il  marito era noto per la sua infedeltà. La coppia divorziò il 20 novembre 1883, poco dopo che Blandford ebbe ereditato il ducato alla morte di suo padre. Anche se Albertha era tecnicamente la nuova Duchessa, dopo il divorzio ella preferì usare il titolo di Marchesa di Blandford.
Albertha morì il 7 gennaio 1932.

## Discendenza
Dal matrimonio tra Lady Albertha e George Spencer-Churchill, VIII duca di Marlborough nacquero:
- Lady Frances Louisa Spencer-Churchill (1870–1954), sposò Sir Robert Gresley, XI Baronetto, ebbero quattro figli;
- Charles Spencer-Churchill, IX duca di Marlborough (1871–1934);
- Lady Lillian Maud Spencer-Churchill (1873–1951), sposò Alfred Grenfell, ebbero tre figli;
- Lady Norah Beatrice Henriette Spencer-Churchill (1875–1946), sposò Francis Bradley-Birt, non ebbero figli.

## Ascendenza
|                                       |                                            |                                         | Genitori                                       |  |  | Nonni |  |  | Bisnonni                                 |  |  | Trisnonni         |  |
|                                       |                                            |                                         |                                                |  |  |       |  |  | 8. John Hamilton, I marchese di Abercorn |  |  | 16. John Hamilton |  |
|                                       |                                            |                                         |                                                |  |  |       |  |  | 8. John Hamilton, I marchese di Abercorn |  |  | 16. John Hamilton |  |
|                                       |                                            | 17. Harriet Craggs                      |                                                |  |  |       |  |  | 8. John Hamilton, I marchese di Abercorn |  |  |                   |  |
| 4. James Hamilton, visconte Hamilton  |                                            |                                         |                                                |  |  |       |  |  | 8. John Hamilton, I marchese di Abercorn |  |  |                   |  |
|                                       |                                            | 9. Catherine Copley                     | 18. Joseph Copley, I baronetto                 |  |  |       |  |  |                                          |  |  |                   |  |
|                                       |                                            | 9. Catherine Copley                     | 18. Joseph Copley, I baronetto                 |  |  |       |  |  |                                          |  |  |                   |  |
|                                       |                                            | 9. Catherine Copley                     | 19. Mary Buller                                |  |  |       |  |  |                                          |  |  |                   |  |
| 2. James Hamilton, I duca di Abercorn |                                            | 9. Catherine Copley                     |                                                |  |  |       |  |  |                                          |  |  |                   |  |
|                                       |                                            | 10. John Douglas                        | 20. James Douglas, XIV conte di Morton         |  |  |       |  |  |                                          |  |  |                   |  |
|                                       |                                            | 10. John Douglas                        | 20. James Douglas, XIV conte di Morton         |  |  |       |  |  |                                          |  |  |                   |  |
|                                       |                                            | 10. John Douglas                        | 21. Bridget Heathcote                          |  |  |       |  |  |                                          |  |  |                   |  |
| 5. Harriet Douglas                    |                                            | 10. John Douglas                        |                                                |  |  |       |  |  |                                          |  |  |                   |  |
|                                       |                                            | 11. Frances Lascelles                   | 22. Edward Lascelles, I conte di Harewood      |  |  |       |  |  |                                          |  |  |                   |  |
|                                       |                                            | 11. Frances Lascelles                   | 22. Edward Lascelles, I conte di Harewood      |  |  |       |  |  |                                          |  |  |                   |  |
|                                       |                                            | 11. Frances Lascelles                   | 23. Anne Chaloner                              |  |  |       |  |  |                                          |  |  |                   |  |
| 1. Albertha Hamilton                  |                                            | 11. Frances Lascelles                   |                                                |  |  |       |  |  |                                          |  |  |                   |  |
|                                       | 12. Francis Russell, marchese di Tavistock | 24. John Russell, IV duca di Bedford    |                                                |  |  |       |  |  |                                          |  |  |                   |  |
|                                       | 12. Francis Russell, marchese di Tavistock | 24. John Russell, IV duca di Bedford    |                                                |  |  |       |  |  |                                          |  |  |                   |  |
|                                       | 12. Francis Russell, marchese di Tavistock | 25. Gertrude Leveson-Gower              |                                                |  |  |       |  |  |                                          |  |  |                   |  |
| 6. John Russell, VI duca di Bedford   | 12. Francis Russell, marchese di Tavistock |                                         |                                                |  |  |       |  |  |                                          |  |  |                   |  |
|                                       |                                            | 13. Elizabeth van Keppel                | 26. Willem van Keppel, II conte di Albemarle   |  |  |       |  |  |                                          |  |  |                   |  |
|                                       |                                            | 13. Elizabeth van Keppel                | 26. Willem van Keppel, II conte di Albemarle   |  |  |       |  |  |                                          |  |  |                   |  |
|                                       |                                            | 13. Elizabeth van Keppel                | 27. Anne Lennox                                |  |  |       |  |  |                                          |  |  |                   |  |
| 3. Louisa Jane Russell                |                                            | 13. Elizabeth van Keppel                |                                                |  |  |       |  |  |                                          |  |  |                   |  |
|                                       |                                            | 14. Alexander Gordon, IV duca di Gordon | 28. Cosmo Gordon, III duca di Gordon           |  |  |       |  |  |                                          |  |  |                   |  |
|                                       |                                            | 14. Alexander Gordon, IV duca di Gordon | 28. Cosmo Gordon, III duca di Gordon           |  |  |       |  |  |                                          |  |  |                   |  |
|                                       |                                            | 14. Alexander Gordon, IV duca di Gordon | 29. Catherine Gordon                           |  |  |       |  |  |                                          |  |  |                   |  |
| 7. Georgiana Gordon                   |                                            | 14. Alexander Gordon, IV duca di Gordon |                                                |  |  |       |  |  |                                          |  |  |                   |  |
|                                       |                                            | 15. Jane Maxwell                        | 30. William Maxwell, III baronetto di Monreith |  |  |       |  |  |                                          |  |  |                   |  |
|                                       |                                            | 15. Jane Maxwell                        | 30. William Maxwell, III baronetto di Monreith |  |  |       |  |  |                                          |  |  |                   |  |
|                                       |                                            | 15. Jane Maxwell                        | 31. Magdalena Blair                            |  |  |       |  |  |                                          |  |  |                   |  |
|                                       |                                            | 15. Jane Maxwell                        |                                                |  |  |       |  |  |                                          |  |  |                   |  |